# Fumihiro Jōyū
Fumihiro Jōyū (japanska: 上祐 史浩?, Jōyū Fumihiro), född 17 december 1962 i Jōjima (nuvarande Kurume) i Japan, är domedagssekten Aum Shinrikyos före detta talesman och var Aum Shinrikyos ledare mellan 2000 och 2006. Jōyū lämnade Aum Shinrikyo 2007 och grundade den nyreligiösa rörelsen Hikari no wa.

## Bakgrund
Fumihiro Jōyū föddes 1962 i Fukuoka prefektur. Hans familj flyttade till Tokyo när han var barn. Jōyūs far övergav familjen när Jōyū gick i mellanstadiet efter faderns affärsverksamhet misslyckats. Som tonåring var Jōyū en högpresterande elev med goda betyg. Han studerade ingenjörsvetenskap och telekommunikation vid Wasedauniversitetet. Han tillhörde en engelskspråkig klubb på universitetet och gillade att debattera. Under universitetstiden kom han i kontakt med Aum Shinsen no Kai (som senare skulle bli Aum Shinrikyo) och Shoko Asahara efter att ha sett ett fotografi där Asahara leviterade i en tidning om det övernaturliga. Levitationen var egentligen ett trick. Efter studierna på universitetet började han arbeta för JAXA år 1987, den japanska motsvarigheten till NASA, men sa upp sig från jobbet en månad senare för att bli munk i Aum Shinrikyo.

## Aktiviteter inom Aum Shinrikyo
Fumihiro Jōyū klättrade snabbt i rank inom Aum Shinrikyo. Jōyū var en av 5 personer inom sekten som nådde näst högsta nivån i Aums andliga hierarki där Shoko Asahara var den enda personen på högsta nivån. Han utsågs till Aums "utrikesminister" och var ledare för Aum Shinrikyos ryska gren.
Jōyū befann sig i Ryssland när saringasattacken i Tokyos tunnelbana ägde rum den 20 mars 1995 men återvände till Japan när misstankarna riktades mot Aum Shinrikyo. Som sektens talesperson medverkade han ofta i TV som Aums försvarare. Eftersom han ofta hamnade i hetsiga diskussioner med motdebattörer och journalister fick han smeknamnet "Aaieba Jōyū" i pressen baserat på det japanska uttrycket ā ieba kō iu (ああ言えばこう言う) som kan användas för att beskriva någon som alltid har svar på tal eller är överdrivet argumentativ. Eftersom han framstod som vältalig, fotogenisk och ofta medverkade i TV och media fick Fumihiro Jōyū unga kvinnliga fans som kallades för "Jōyū Girls".
Han arresterades i oktober 1995 på grund av misstankar om förfalskning av dokument och dömdes till 3 års fängelse 1997 för förfalskningarna och mened. Brotten var fastighetsrelaterade, Jōyū och Aums advokat Yoshinobu Aoyama hade förfalskat dokument för att få ett markinköp i Namino (nuvarande Aso) år 1990 att se ut som en gåva från den tidigare markägaren. Jōyū hade även uppmanat Aums revisor att begå mened i en rättegång gällande markköpet. Jōyū släpptes ur Hiroshimafängelset i slutet av december 1999 och återvände till Aum Shinrikyo som dess de facto ledare. Under Jōyūs ledarskap bytte Aum Shinrikyo namn till Aleph år 2000. Namnet Aleph kommer från den första bokstaven i det hebreiska alfabetet och symboliserade en nystart för sekten. Som ledare försökte Jōyū distansera Aleph från Shoko Asahara och hans apokalyptiska förkunnelser vilket orsakade en splittring inom sekten eftersom det fortfarande fanns medlemmar som dyrkade Asahara.

## Hikari no wa
På grund av meningsskiljaktigheterna mellan de två schismerna lämnade Jōyū Aleph år 2007 och startade sin egen religiösa rörelse Hikari no wa (光の輪, Ljusets cirkel). Hikari no wa övervakades av polisen eftersom de möjligtvis utgjorde ett hot mot samhället på samma sätt som Aum Shinrikyo. År 2017 avslutades polisövervakningen av Hikari no wa efter ett domstolsutlåtande. De troende hade själva lämnat in en begäran att få övervakningen prövad i domstol.
Enligt Fumihiro Jōyū tar Hikari no wa helt avstånd från Shoko Asahara.